# Glenea kusamai
Glenea kusamai é uma espécie de escaravelho da família Cerambycidae. Foi descrito por Hiroshi Makihara em 1988.